# Neßhoven
Neßhoven ist ein Ortsteil der Gemeinde Much im Rhein-Sieg-Kreis. Der Ort wurde 1502 erstmals urkundlich erwähnt bezüglich der jährlichen Abgabe an die Pfarrkirche Much. Heute gehört der früher eigene Ort Scheukausen zur Ortslage.

## Lage
Neßhoven liegt im Osten Muchs. Nachbardörfer sind Marienfeld im Norden, Bröl im Osten, Hoffnungsthal im Süden und Erlen im Nordwesten. Der Ort ist über die Landesstraße 350 erreichbar.

## Einwohner
1901 hatte der Weiler 49 Einwohner. Verzeichnet waren folgende Haushalte: die Ackerer der Familien Franken mit Elisabeth, Franz, Johann und Mari; die Ackerer der Familien Nesshöfer mit August, Carl, Johann, Johann Peter I. und Johann Peter II. sowie Ackerer Joh. Peter Schumacher.

## Dorfleben
Im Dorf gibt es eine Dorfgemeinschaft, einen Club der Treckerfreunde und einen Backverein für den 200 Jahre alten Backes. Die Dorfgemeinschaft nimmt mit einem Wagen am Erntedankfest in Bruchhausen-Röttgen teil.

## Denkmalschutz
Ein neugotisches Kreuz im Dorf steht unter Denkmalschutz.